# Nicholas Fenn
Sir Nicholas Maxted Fenn, GCMG (* 19. Februar 1936; † 18. September 2016) war ein britischer Diplomat und Regierungsbeamter, der unter anderem von 1982 bis 1986 Botschafter in Burma, zwischen 1986 und 1991 Botschafter in Irland sowie von 1991 bis 1996 Hochkommissar in Indien war.

## Leben
Nicholas Maxted Fenn, Sohn des Geistlichen und Hochschullehrers J. Eric Fenn und Kathleen Harrison Fenn, war nach einer Offiziersausbildung zunächst Pilot in der Royal Air Force (RAF) und absolvierte daraufhin ein Studium an der University of Cambridge. 1959 trat in den diplomatischen Dienst (Her Majesty’s Diplomatic Service) ein und fand in den folgenden Jahren zahlreiche Verwendungen an Auslandsvertretungen, im Außenministerium (Foreign Office). Er war im Ministerium für Auswärtiges und Commonwealth-Angelegenheiten von 1972 bis 1975 stellvertretender Leiter des Energie-Referats (Deputy He ad, Energy Department, Foreign and Commonwealth Office) sowie anschließend zwischen 1975 und 1977 Botschaftsrat und Kanzler der Botschaft in der Volksrepublik China. Nachdem er 1978 das Royal College of Defence Studies (RCDS) absolviert hatte, fungierte er zwischen 1979 und 1982 als Leiter des Referats Presse im Ministerium für Auswärtiges und Commonwealth-Angelegenheiten und wurde für seine Verdienste 1980 zum Companion des Order of St Michael and St George (CMG) ernannt.
1982 wurde Fenn zum Botschafter in Burma ernannt und übergab dort als Nachfolger von Charles Booth seine Akkreditierung. Er verblieb auf diesem Posten bis 1986, woraufhin Martin Morland ihn ablöste. Daraufhin erfolgte 1986 seine Ernennung zum Botschafter in Irland, wo er als Nachfolger von Sir Alan Goodison sein Beglaubigungsschreiben überreichte. Dieses Amt behielt er bis 1991 und wurde im Anschluss von Sir David Blatherwick abgelöst. Im Rahmen der New Year Honours wurde er am 31. Dezember 1988 als Knight Commander des Order of St Michael and St George (KCMG) geadelt, so dass er fortan das Prädikat „Sir“ führte.
Zuletzt wurde Sir Nicholas Fenn 1991 zum Hochkommissar in Indien ernannt und übergab dort seine Akkreditierung als Nachfolger von Sir David Goodall. Diese Funktion übte er bis zu seinem Ausscheiden aus dem diplomatischen Dienst 1996 aus und wurde danach von Sir David Gore-Booth abgelöst. Für seine langjährigen Verdienste wurde er bei den Birthday Honours am 17. Juni 1995 auch zum Knight Grand Cross (GCMG) erhoben.
Nach seinem Eintritt in den Ruhestand war Fenn zwischen 1997 und 2000 zunächst Chief Executive Officer (CEO) sowie im Anschluss von 2000 bis 2006 Vorsitzender des Treuhänderrates (Council of Trustees) von Marie Curie, eine 1948 gegründete Wohltätigkeitsorganisation im Vereinigten Königreich, die Menschen mit einer unheilbaren Krankheit und deren Angehörigen Pflege und Unterstützung bietet und sich für eine bessere Unterstützung sterbender Menschen einsetzt. Nicholas Fenn heiratete Susan Russell 1959. Aus dieser Ehe gingen zwei Söhne und eine Tochter hervor, darunter der Diplomat Robert „Rob“ Dominic Russell (* 1962), der zwischen 2009 und 2013 Hochkommissar in Brunei sowie von 2017 bis 2022 stellvertretender Botschafter in Indonesien war und seit 2022 Botschafter in Nepal ist.